# Liszi János
Liszi János (Kispest, 1940. április 30. – Veszprém, 2008. december 31.) magyar kémikus, vegyészmérnök, egyetemi tanár, professzor emeritus. A Veszprémi Akadémiai Bizottság tagja volt. A Magyar Tudományos Akadémia elektrokémiai munkabizottság, a Nemzetközi Elektrokémiai Társ. tagja volt. A kémiai tudományok kandidátusa (1970), a kémiai tudományok doktora (1979).

## Életpályája
1963-ban végzett a Veszprémi Vegyipari Egyetem hallgatójaként. 1964-ben tanársegéd lett. 1965-ben doktori címet szerzett. 1968-ban adjunktus, 1975-ben egyetemi docens lett. 1981-től a Veszprémi Egyetem fizikai kémiai tanszékvezető egyetemi tanára, 1986–1989 között tudományos rektorhelyettese, 1989–1995 között rektora volt. 1990–1991 között az Analitikai Kémia Tanszék és a Magyar Tudományos Akadémia Analitikai Kémiai Tanszéki Kutatócsoport tagja volt. 1991–2005 között a Fizikai Kémia Tanszék vezetőjeként dolgozott. 1992–2008 között az Egyetemi Úszóklub elnöke volt. 1993-tól a Közép-dunántúli Egy. Szöv. elnöke volt.
Kutatási területe az elektrosztatikus kölcsönhatások folyadékokban, a folyadékok és a heterogén rendszerek dielektromos tulajdonságai, valamint a szolvatáció termodinamikája.

## Művei
- Vegyészmérnöki számítások termodinamikai alapjai (Budapest, 1975)
- Nemelektrolit folyadékok dielektromos tulajdonságai (Budapest, 1977)
- Bevezetés a fizikai kémiába (társszerző; Budapest, 1983)
- Jedlik Ányos: Hőtan (Budapest, 1990)
- Fizikai Kémia Veszprém (1991, 1993)
- A kémiai információszerzés alapjai (Veszprém, 2001)
- The Chemical Physics of Solvation. A. (társszerző)

## Díjai, kitüntetései
- Nívó díj (1985)
- Kiváló Munkáért kitüntetés (1986)
- “Kiváló Feltaláló” ezüst fokozat (1986)
- Veszprém Megyei Jogú Város ezüst-plakettje (1995)
- Magyar Sportért érdemérem (1995)
- Veszprémi Bazilika Főszékesegyház ezüst-plakettje (1996)
- A Magyar Köztársasági Érdemrend középkeresztje (1996)[2]
- Széchenyi professzor ösztöndíj (1999–2002)
- Méray László-díj (2004)
- Szent-Györgyi Albert-díj (2008)[2]
- Polinszky-díj (2008)
- Veszprém Megye Érdemrendje (2008)[3]